# Bäckensmärta
Ej att förväxla med höftsmärta
Bäckensmärta innebär smärta i nedre delen av buken, mot bäckenbenet. Långvarig bäckensmärta är ett förhållandevis vanligt problem, och förekommer i uppåt 15 % av den kvinnliga befolkningen i Sverige. Hos kvinnor syftar det vanligen på symtom från urogenitala systemet eller muskelsmärta.
Beroende på orsak kan bäckensmärta uppkomma plötsligt, smygande eller återkommande, och vara mer eller mindre övergående, mer eller mindre kronisk. Smärtan kan vara koncentrerad till området över bäckenbenet, eller stråla mot sätesregionen, låren eller ryggen. Akut bäckensmärta, som uppkommer plötsligt och utan känd orsak, bör alltid undersökas akut. Långvarig eller kronisk bäckensmärta är bäckensmärta som varat i åtminstone sex månader.
Flera kvinnosjukdomar och sjukdomar som kan drabba både könen kan ge bäckensmärta som symtom. Kvinnosjukdomar innefattar endometrios, mensvärk, myom, utomkvedshavandeskap, foglossning, missfall, problem med äggstockarna (exempelvis ovarialcysta), vulvodyni, med mera. För män kan prostataproblem ge bäckensmärta, däribland prostatit och prostadyni (kroniskt bäckensmärtsyndrom)Pelvic congestion även kallat bäckenvaricer är ett annat tillstånd som rör venerna i lilla bäckenet.. Båda könen kan få bäckensmärta av exempelvis irritabel tarm, inflammatoriska tarmsjukdomar och andra tarmbesvär, urinvägsinfektion, kronisk interstitiell cystit och muskelspasmer i bäckenbotten.
Ökade kunskaper om smärtmekanismer, har lett till en förändrad attityd gentemot långvarig bäckensmärta. När en orsak till smärtan inte kunnat fastslås efter undersökningar såsom med laparoskopi antas ofta en psykisk komponent bidra till smärtan, åtminstone i någon utsträckning. Det antas i sådana fall ofta föreligga en depression bakom tillståndet. För båda könen finns vidare ett samband mellan bäckensmärta som inte kunnat förklaras efter noggrann undersökning, och att ha varit utsatt för sexuellt våld och annat våld.